# Ce n'è
Ce n'è è un singolo del gruppo rap italiano Otierre, il primo estratto dall'album Dalla sede e pubblicato nel 1997.

## La canzone
Rappata rispettivamente da Esa, La Pina e Polare, è una delle più famose del gruppo. La canzone parla della voglia che spinge il gruppo a continuare per la sua strada, inoltre ci sono chiari riferimenti alla scena del periodo.
Una versione remixata della canzone, realizzata dal collettivo di DJ Alien Army, apparve nella colonna sonora Torino Boys del film omonimo dei Manetti Bros., pubblicata nel 1997. Venne inserita nel singolo Navigherò la notte del rapper Neffa, anch'esso parte della colonna sonora.

## Videoclip
Il video della canzone è probabilmente il più conosciuto del gruppo, mostra immagini degli Otierre che eseguono la canzone in una sala, alternate ad altre che mostrano vari rappresentanti, conosciuti e non, della scena rap di quel periodo, insieme ai loro indirizzi e-mail o numeri di telefono. Tra i tanti, spiccano gli A.T.P.C., Fritz da Cat, Ice One, Soul Boy, DJ Double S, Colle Der Fomento, DJ Skizo, Lord Bean, Speaker Dee Mo (regista del video), Kaos e Tony-L.

## Tracce
CD promo
1. Ce n'è (Radio edit)